# Ingo Schwichtenberg
Ingo Schwichtenberg (18 de mayo de 1965-8 de marzo de 1995), conocido como "Mr. Smile" por la sonrisa inconfundible siempre pegada a su cara, fue el baterista original de la banda alemana de Heavy metal y Power Metal "Helloween" cuando fue formada en el año 1984, antes llamada Iron Fist.
Ingo se caracterizó por su gran energía para tocar la batería y su gran sonrisa. Fue imitado por muchos bateristas del género Power Metal en los años 90.
Su estadía en Helloween duró nueve años. Ingo fue despedido de la banda en el año 1993 durante el tour del álbum Chameleon. Las razones que se dieron fue que Ingo tenía problemas mentales y de drogas. Ingo también sufría de esquizofrenia, y su negativa a tomar su medicación le llevaría a los episodios más extraños tales como depresión incontrolable, que hacía imposible que tocara la batería en los conciertos y los ensayos. Además, Ingo no estaba contento con la dirección musical que había tomado la banda.
Después de su salida de la banda, su depresión creció y creció, y la repentina muerte de su padre hizo que acabase suicidándose en 1995, saltando a la vía del metro. Dicen que tenía puesta una camiseta de Helloween. La sonrisa contagiosa de Ingo Schwichtenberg y su gran forma y entusiasmo de tocar la batería son recordados con cariño por los miembros de la banda. El reemplazo de Ingo en la banda fue Uli Kusch.

## Vida personal
Nacido el 18 de mayo de 1965. Su madre murió cuando él tenía 10 años.
A la edad de 14 años, tomó algunas clases de clarinete con un profesor de música de su escuela y comenzó a tocar en una banda popular de la misma. Durante este periodo, también tuvo su primer acercamiento con la batería. En una entrevista él menciona: "A medida que el baterista de la banda que tenía en mi escuela era muy malo no pude soportarlo y me senté a la batería, toqué y me gusto, creo que yo tenía 14 años... Yo sabía que iba a tocar en serio desde entonces". 
En 1980, su padre, Heinz, le compró su primer kit de batería y comenzó a practicar por sí mismo. En este mismo año, conoció a un joven guitarrista llamado Kai Hansen quien tocaba en una banda recién nacida llamada "Gentry", los chicos se hicieron amigos inmediatamente y Kai le preguntó a Ingo si quería unirse a la banda ya que necesitaba un baterista (Gentry se componía por Kai Hansen en la voz y en la guitarra, Markus Grosskopf en el bajo y Piet Sielck en la guitarra, luego se les une Ingo a la batería) más tarde en 1981, la banda cambió su nombre a Second Hell. Ingo cuenta en una entrevista "Yo era un rock n' roller con cabello largo y una chamarra de cuero (risas) como otros de la misma edad que vestían con ropas pulcras". 
Entre 1982 y 1983 la banda cambió su nombre a Iron Fist. Piet deja la banda y en su reemplazo entra un joven guitarrista llamado Michael Weikath proveniente de la banda Powerfool. Según cuenta, Ingo hizo muchos trabajos para conseguir dinero suficiente para comprarse él mismo su nuevo kit de batería profesional (Yamaha). Él cuenta que trabajó en una oficina común por dos años y luego en un gran mercado de Hamburgo. Ingo cuenta en una entrevista "A pesar de que era un trabajo duro a partir de las 6 de la mañana, aprendí un montón de cosas allí. Creo que fue bueno para mi haberlo hecho".
En 1984, después de ver la película Halloween, se le ocurrió la idea de cambiar el nombre de la banda a Helloween, reemplazando la "A" por una "E". Con su nuevo nombre, la banda comenzó una pequeña mini-gira en torno a todos los pequeños clubes de Hamburgo y luego, participaron en el "Death Metal" (Un recopilatorio de varias bandas como Running Wild, el recopilatorio fue hecho por la discografía Noise Records) En ese momento, su familia fue un gran apoyo para él, así que fue ahí cuando él se animó a seguir adelante con la música. 
En una entrevista, él mencionó la reacción de su padre sobre la portada del "Death Metal": "La portada era un hombre repugnante que fue destripado. Mi padre, frunció el ceño al verlo y miraba con recelo el disco, pero cuando escucho "Oernst Of Life" y "Metal Invaders" parecía estar satisfecho con la melodía y me dijo "¡Sigue adelante!"
A finales de ese mismo año, Helloween finalmente firmó su primer contrato con Noise Records.
En marzo de 1985, Helloween lanza su primer EP. "Cuando hicimos nuestro mini-álbum "Helloween" fue maravilloso, estábamos muy emocionados, Dijo Ingo sonriendo.
Luego, el 18 de noviembre la banda lanzó el Walls Of Jericho, su primer álbum de larga duración que sentó las bases del power metal con un toque de Thrash y Speed. El álbum consiguió la aprobación de la audiencia metalera y también un montón de críticas positivas en toda Europa.
En noviembre de 1986, cuando estaban de gira por toda Europa, Kai tenía algunas dificultades para cantar y tocar la guitarra al mismo tiempo, el mismo Ingo dijo "Kai quería dedicarse a ser sólo guitarrista. Así que tarde o temprano necesitaríamos un cantante". Así que reclutaron a un joven de 18 años de edad, un cantante prodigio llamado Michael Kiske. Con Kiske en la voz, sacaron los álbumes Keeper Of The Seven Keys I y II. Se ha sabido por la prensa o declaraciones de Kiske que éste era amigo bien amigo de "Mr Smile" y que su partida y expulsión de la banda le dolió y que le duele hasta el día de hoy.
Lo que se podía percibir que si eran amigos se veían juntos en muchas sesiones de fotos, y daba la impresión que si compartían y tenían afinidad entre ellos (salvo que Ingo siempre dijo que le gustaba el Metal) , a diferencia de Kiske que a pesar de participar en proyectos metaleros como cantante invitado dice no apasionarle y se va más por lo melódico.
Cuando el primero de enero de 1989, Kai Hansen, abandona Helloween para formar Gamma Ray, es bien sabido que Ingo jamás se recuperó de eso.
Él estaba muy enfermo y tenía esquizofrenia. Ya no está en buen estado de ánimo para continuar con la banda fue, así, Helloween encontró otro batería para reemplazarlo. Según dicen, en un ensayo éste no aguantó más y se abalanzó de la batería y lloró amargamente, porque no quería tocar. Michael Weikath cuenta que en una larguísima y dura charla de 6 horas que sostuvo con Ingo le tuvo que pedir que abandonara Helloween hasta que se rehabilitara y tomase adecuadamente sus medicamentos, lo que sume a Ingo en una depresión aún más fuerte y en un aparente ostrascismo.
En 1994, fue hospitalizado en una clínica de rehabilitación, incluso le decía a los médicos que no tenía sentido, porque no había motivación para su recuperación. En otras palabras, él no tenía ninguna razón para vivir. Mientras estaba en la clínica, su padre, Heinz, murió. 
Ya no tenía a su padre, estaba sin batería, sin salud y sin Helloween. Perdió todo lo que era importante para él. 
El 8 de marzo de 1995, en una mañana soleada, Ingo dejó la clínica por sí mismo, dejando sólo una nota para su hermana, Laura Schwichtenberg: "Gracias por todo. Lo siento, pero no tengo forma de salir". Se acercó a la estación de tren Friedrichsberg en Hamburgo, donde permaneció hasta después del almuerzo. Los conductores dijeron que lloró todo el tiempo. Después de eso, Ingo se arrojó a un tren, poniendo fin a su propia vida. También se dice que le dejó una carta a sus familiares, amigos y a su novia.
El querido Ingo regaló su talento y entrega, tras los tambores no por 9 años como figura en algunos sitios, sino que desde los 15 años y estuvo hasta los 28 en su amado grupo (no alcanzando a cumplir los 30).
En varias fuentes de internet se narraba la historia del abandono de su esposa y la muerte de su hijo, pero esta información resultó falsa, hasta en varios idiomas se contaba esta historia, no se sabe hasta ahora quien la escribió, Ingo no estuvo casado y tampoco tuvo hijos, pero si vivió con su novia en el tiempo que él estuvo con vida. A uno de los miembros de la banda se le culpó de la muerte de Ingo, pero esto fue solo un rumor, ya que su novia contó que Ingo aseguraba no tener rencor tras su despedida de la banda, a pesar de nunca recuperarse de su depresión y acabar con su vida de manera trágica.

## Discografía

### Helloween
- Helloween (1985)
- Walls of Jericho (1985)
- Keeper Of The Seven Keys Part 1 (1987)
- Keeper Of The Seven Keys Part 2 (1988)
- Pink Bubbles Go Ape (1991)
- Chameleon (1993)

### Doc Eisenhauer
- Alles Im Lack (1992) - Batería en "Pharao"